# Pidgin Island
Pidgin Island er en amerikansk stumfilm fra 1916 af Fred J. Balshofer.

## Medvirkende
- Harold Lockwood som John Cranford.
- May Allison som Diana Wynne.
- Pomeroy Cannon som Michael Smead.
- Lester Cuneo som Donald Smead.
- Fred L. Wilson som Billy.